# 후카가와구
후카가와구(深川区)는 도쿄부 도쿄시에 설치되었던 구이다. 현재의 고토구 북서부에 해당한다.

## 역사
- 1878년 11월 2일, 도쿄부 후카가와구 설치
- 1889년 5월 1일, 시제 시행으로 도쿄시 후카가와구가 됨.
- 1943년 7월 1일, 도쿄도제 시행으로 도쿄도 후카가와구가 됨.
- 1947년 3월 15일, 후카가와구와 조토구 구역을 합쳐 고토구를 설치함.